# فولسكي

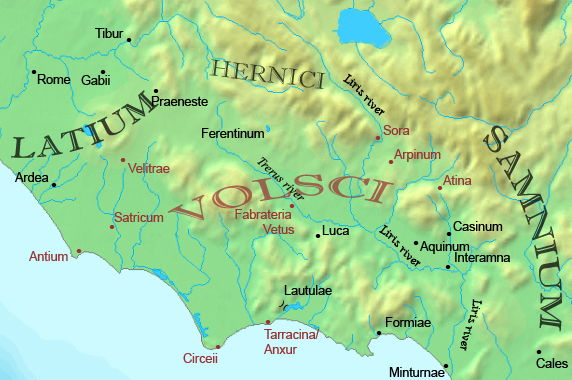
استيطان الفولسيكان.

الفولسيك كانوا من القدماء الإيطاليين، وعرفوا في القرن الأول من الإمبراطورية رومان، أستوطنوا المنطقة المليئة بالتلال والمستنقعات جنوب لاتيام Latium.
كانوا يتحدثون الفولسكية وهي نوع من اللغة الإيطالية وكانت قريبة من اللاتينية.
بعدوا من أشد أعداء روما.
المحارب الأسطوري كوريولانوس الموثق في مسرحية شيكسبير التي تحمل نفس الاسم كان من أعداء الفوليسك.